# Municipio Cananea
Koordinaten: 30° 57′ N, 110° 18′ W
Das Municipio Cananea ist eine Verwaltungseinheit im Nordwesten des mexikanischen Bundesstaates Sonora. Verwaltungssitz und mit deutlichem Abstand größter Ort ist Heroica Ciudad de Cananea. Das Municipio hat laut Zensus 2010 32.936 Einwohner, die Gemeindefläche beläuft sich auf 2318,3 km².

## Geographie
Das Municipio Cananea liegt auf einer Höhe zwischen 800 m und 2600 m und zählt zu 69 % zur physiographischen Provinz der Sierra Madre Occidental sowie zu 31 % zu den Sierren und Ebenen des Nordens. 
Das Municipio grenzt an die Municipios Arizpe, Naco, Bacoachi, Imuris, Santa Cruz und Fronteras. Die Fläche beträgt 4141,1 km².

## Bevölkerungsentwicklung
- 1980: 25.327
- 1990: 26.931
- 2000: 32.061
- 2010: 32.936

## Orte
Das Municipio umfasst laut Zensus 2010 81 bewohnte localidades, doch konzentrieren sich über 95 % der Bevölkerung auf den Hauptort Heroica Ciudad de Cananea. Drei weitere Orte haben zumindest 200 Einwohner: Cuitaca, Ignacio Zaragoza und Vicente Guerrero.